# Bobory Károly
Bobory Károly (Cegléd, 1807. március 1. – Nagykáta, 1879. június 15.) hittudor, plébános és országgyűlési képviselő.

## Életpályája
1829. október 2-án szentelték pappá. A pesti egyetemen a keleti nyelvek tanára volt 1835-ben; ezután két és fél évig a váci líceumban tanított, 1837-ben ceglédberceli, 1846-ban ceglédi plébános lett. A szabadságharcban részt vett, ezért hosszabb fogságot szenvedett Josefstadtban. Szabadulása után Ceglédre ment és ott mint pap nagy népszerűségnek örvendett. 1861-től 1875-ig ő képviselte Ceglédet az országgyűlésen, ahol a 48-as Függetlenségi Párt sorai közt foglalt helyet. Élete utolsó éveiben nagykátai plébános volt.

## Munkái
- Mit tart a szabad szellem és természeti jog a vegyes házasságok ügyében. Pest, 1841.
- Polgári házasság, Pest, 1868.
- Ő szerkesztette az Uj Korszak című politikai havi közlönyt 1868. április 17-től az év végéig
- Országgyűlési beszédei korabeli  politikai lapokban jelentek meg.